# Crime próprio
Crime próprio é uma classificação doutrinária do Direito Penal em que o tipo penal exige condições especiais do sujeito ativo do crime, em outras palavras, somente praticará o crime o sujeito ativo que corresponder às características ou às condições pessoas exigidas na tipificação penal. À guisa de exemplo, seriam crimes próprios a concussão e o peculato, que exigem a participação ativa de um funcionário público, assim como o crime de infanticídio, que precisa ser praticado pela genitora, dentre outras situações que exigem uma qualidade especial do agente.
Crime próprio diferencia-se de crime comum, uma vez que este pode ser consumado por qualquer agente, como o homicídio, trazido no art. 121 do Código Penal Brasileiro, que esclarece em seu caput o tipo "Matar alguém", ação verbal que pode ser praticada por qualquer sujeito, não demandando qualquer especialidade do agente, enquanto os crimes próprios apenas podem ser praticados por determinadas categorias de pessoas, onde a lei demanda previamente uma qualidade ou condição especial do agente.